# PSR B1509-58

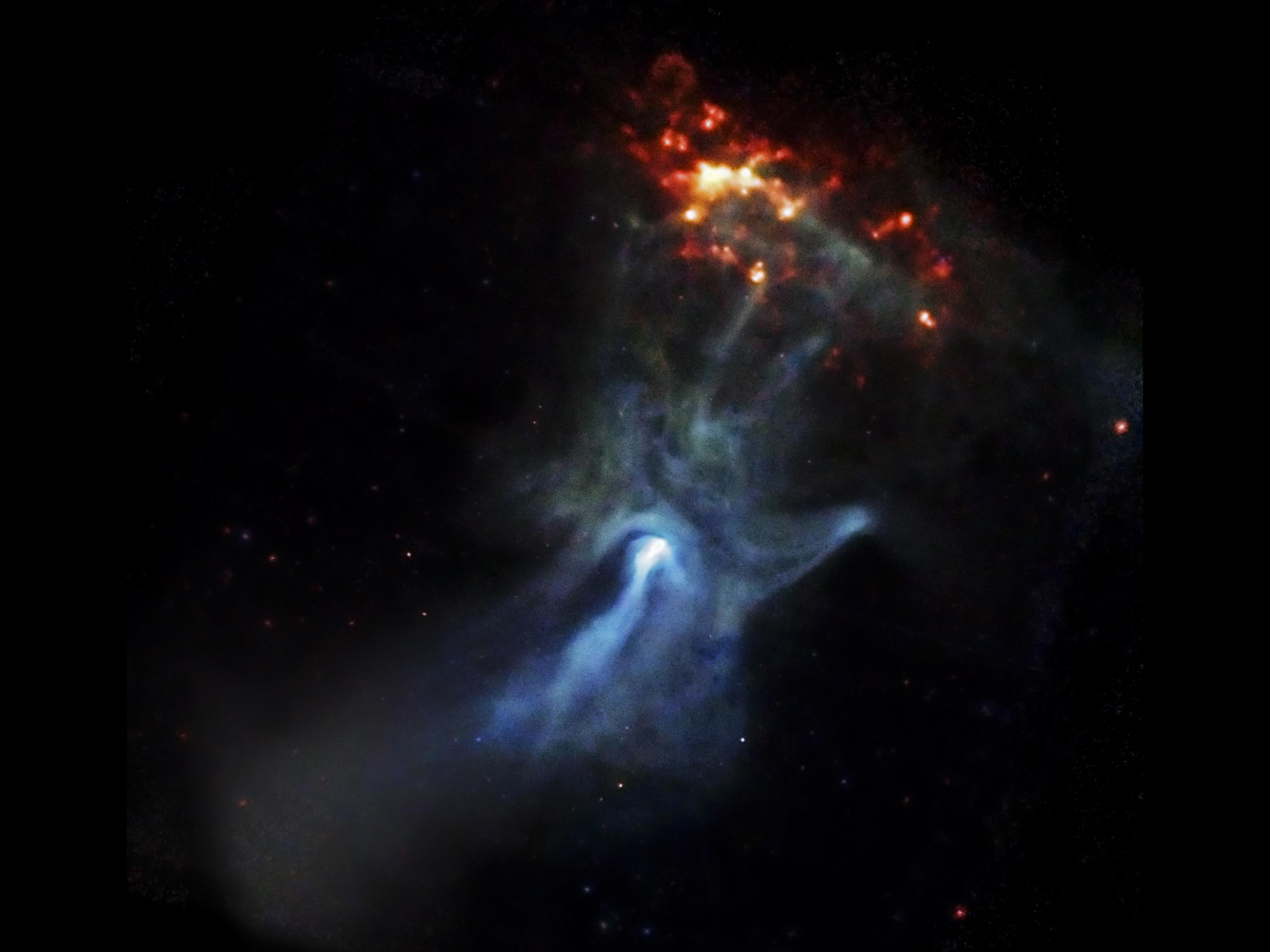
Nesta imagem é possível observar a menor energia raios X libertada a vermelho, que foi detectada pelo telescópio espacial Chandra, a meio a verde e os mais intenso raios X apresentam uma cor azul.

PSR B1509-58 é um pulsar localizado a aproximadamente 17 000 anos luz, na constelação de Circinus descoberto pelo Observatório Einstein (HEAO-2) em 1982. Estima-se que a sua idade seja de 1 700 anos. O Pulsar situa-se numa nebulosa que se estende a um comprimento de 150 anos luz, no espaço. A NASA definiu a estrela como "uma estrela de neutrões que gira rapidamente projetando energia para o espaço que o circunda, criando assim complexas e intrigantes estruturas, entre as quais uma forma que se assemelha a uma mão cósmica gigante". Um nova "mão de Deus" capturada pelo telescópio da NuSTAR, que mostra a nebulosa criada pela morte da estrela PSR B1509, que com 19 quilómetros de diâmetro, causa um imenso efeito, pois gira sete vezes por segundo, conforme explica a agência espacial norte-americana.

## Gallery
- Viagem a PSR B1509-58.
- Sequência de imagens da PSR B1509-58.
- Comparação do tamanho entre PSR B1509-58 e a Nebulosa do Caranguejo.